# أنغنة
أنغنة هي قرية في مقاطعة أرومية، إيران. يقدر عدد سكانها بـ 545 نسمة بحسب إحصاء 2016.